# (7) Iris
(7) Iris ist ein Asteroid des inneren Hauptgürtels, der am 13. August 1847 vom englischen Astronomen John Russell Hind am George Bishop’s Observatory in London entdeckt wurde. Es war seine erste von insgesamt zehn Asteroidenentdeckungen.
Der Asteroid wurde benannt nach Iris, in der griechischen Mythologie die Personifikation des Regenbogens. Sie war eine Botin der Götter, insbesondere von Hera, Tochter von Thaumas und Elektra und Schwester der Harpyien. George Bishop, in dessen privater Sternwarte die Entdeckung erfolgt war, stellte fest: „Der Name Iris, einer Begleiterin von Juno [in der Römischen Mythologie die Entsprechung von Hera], erschien unter den Umständen der Entdeckung besonders passend. Juno befand sich damals in der 18. Stunde der Rektaszension und Iris folgte ihr dicht in der 19.“ Das früher für den Asteroiden verwendete Symbol  war ein Regenbogen mit einer Horizontlinie und einem Stern in dem Halbkreis.

## Wissenschaftliche Auswertung
Mit Daten radiometrischer Beobachtungen im Infraroten am Mauna-Kea-Observatorium auf Hawaiʻi vom Januar 1974 und am Cerro Tololo Inter-American Observatory in Chile von 1974 wurden für (7) Iris erstmals Werte für den Durchmesser und die Albedo von 192 bis 207 km und 0,16 bis 0,18 bestimmt. Radarastronomische Untersuchungen am Arecibo-Observatorium vom 26. September bis 1. Oktober 1980 und vom 19. bis 24. Dezember 1984 bei 2,38 GHz sowie am Goldstone Deep Space Communications Complex in Kalifornien vom 15. bis 28. September 1991 bei 8,495 GHz wiesen auf ausgedehnte flache Regionen auf der Oberfläche von (7) Iris hin. Aus Ergebnissen der IRAS Minor Planet Survey (IMPS) wurden 1992 Angaben zu Durchmesser und Albedo für zahlreiche Asteroiden abgeleitet, darunter auch (7) Iris, für die damals Werte von 199,8 km bzw. 0,28 erhalten wurden. Weitere radarastronomische Beobachtungen in Goldstone vom 23. November bis 2. Dezember 1995 bei 8,51 GHz ergaben für den Asteroiden einen effektiven Durchmesser von 211 ± 22 km, während Messungen vom 8. bis 11. Januar 2000 am Arecibo-Observatorium bei 2,38 GHz zu einem Wert von 201 ± 20 km führten. Aus hochaufgelösten Aufnahmen mit dem Adaptive Optics (AO)-System am Teleskop II des Keck-Observatoriums auf Hawaiʻi im Infraroten vom 17. Juli 2005 und 16. August 2009 konnte dann ein äquivalenter Durchmesser von 203 ± 25 km abgeleitet werden. Mit einer Auswertung von drei Sternbedeckungen durch den Asteroiden wurde in einer Untersuchung von 2020 ein mittlerer Durchmesser von 213,0 ± 3,7 km bestimmt.
Spektroskopische Untersuchungen von (7) Iris im nahen Infrarot am 7. November 2017 mit der Infrared Telescope Facility (IRTF) am Mauna-Kea-Observatorium zeigten das Vorhandensein von Olivin und Pyroxen, typisch für Asteroiden des S-Typs. Das Mischungsverhältnis entspricht am ehesten dem von gewöhnlichen LL-Chondriten mit geringem Metall- und Eisen-Gehalt. Spektrografien im mittleren Infrarot mit dem Stratosphären-Observatorium für Infrarot-Astronomie (SOFIA) am 27. Januar 2022 lieferten Hinweise darauf, dass im Oberflächenmaterial von (7) Iris Wasser in molekularer Form in einer Konzentration von etwa 0,045 % vorliegt, ähnlich wie auf dem Mond.

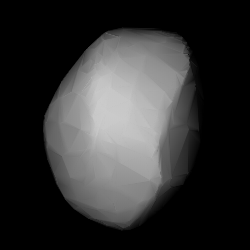
Berechnetes 3D-Modell von (7) Iris

Nachdem bereits 1904 die Veränderlichkeit der Helligkeit von (7) Iris festgestellt worden war, erfolgten neue photometrische Beobachtungen vom 12. bis 16. August 1950 und am 28. Januar 1952 am McDonald-Observatorium in Texas. Aus den aufgezeichneten Lichtkurven wurde eine Rotationsperiode von 7,13 h abgeleitet. Mit weiteren Beobachtungen am gleichen Ort vom 28. Dezember 1955 bis 8. März 1956 konnte der Wert noch auf 7,135 h verbessert werden. Eine Untersuchung von 1956 errechnete aus den archivierten Daten von 1950 und 1952 eine Abschätzung zur Position der Rotationsachse mit einer prograden Rotation und eine Periode von 7,121 h, die auch unter Einbeziehung der Messdaten von 1955/56 nicht verbessert werden konnte. Neue Beobachtungen am 5. November 1958 am McDonald-Observatorium und am 2./3. Februar 1963 in China lieferten neue Lichtkurven, aber keine weiteren Erkenntnisse zur Rotationsperiode. Dagegen passten neue photometrische Messungen vom 12./13. Juni 1968 und 15./16. Dezember 1973 am Kitt-Peak-Nationalobservatorium sowie am 28. Oktober 1973 und 16./17. Februar 1974 am Steward Observatory, beide in Arizona, zu der früher abgeleiteten Periode von 7,135 h. Außerdem wurde eine Position der Rotationsachse mit prograder Rotation und die Achsenverhältnisse eines dreiachsig-ellipsoidischen Gestaltmodells für den Asteroiden bestimmt.
In den 1980er und 1990er Jahren gab es darüber hinaus weitere Untersuchungen, die aus den archivierten Beobachtungsdaten und Lichtkurven Berechnungen mit unterschiedlichen Methoden zur Bestimmung meist von zwei alternativen Lösungen für die Position der Rotationsachse, des Drehsinns (immer prograd), der Rotationsperiode (z. B. 7,1388 h) und der Achsenverhältnisse von Gestaltmodellen durchführten. Dabei gab es immer wieder auch neue photometrische Beobachtungen, die weitere Lichtkurven lieferten, wie im Oktober/November 1980 in China, in 1985 mit dem Carlsberg-Meridiankreis am Roque-de-los-Muchachos-Observatorium auf La Palma, zwischen Januar 1989 und September 1991 am Observatorium Hoher List in Deutschland oder am 6. November 1991 durch einen Amateurastronomen in Mailand.
Aus 32 im Uppsala Asteroid Photometric Catalogue (UAPC) archivierten Lichtkurven der Beobachtungsjahre 1950 bis 1991 wurde dann in einer Untersuchung von 2002 erstmals ein dreidimensionales, eher grob geschnittenes kugelförmiges Gestaltmodell berechnet. Es wurde dabei von zwei alternativen Rotationsachsen mit prograder Rotation eine bevorzugt und eine Periode von 7,13884 h gefunden. Ein Vergleich dieser Gestaltmodelle mit vier Beobachtungen einer Sternbedeckung durch den Asteroiden am 17. Februar 2005 sowie vier Beobachtungen einer weiteren am 5. Mai 2006 ergab in einer Untersuchung von 2011, dass keine der zuvor bestimmten alternativen Rotationsachsen sicher ausgeschlossen werden konnte. Der ermittelte mittlere Durchmesser lag bei etwa 199 km.
Vom 11. bis 15. November 2006 am Arecibo-Observatorium bei 2,38 GHz aufgenommene Radarbilder von (7) Iris zeigten ein topographisch komplexes Objekt, dessen Gesamtform annähernd ellipsoidisch ist und dessen Abmessungen bei etwa (253 × 228 × 193) km liegen, entsprechend einem äquivalenten Durchmesser von 208 ± 35 km. Die Radaransicht war zwar im Beobachtungszeitraum auf hohe südliche Breiten beschränkt, was eine zuverlässige Schätzung der gesamten 3D-Form des Asteroiden ausschloss, jedoch eine genaue Rekonstruktion der Topographie der südlichen Hemisphäre ermöglichte. Die auffälligsten Merkmale waren drei etwa 50 km durchmessende Konkavitäten, die in fast gleichmäßigen Abständen um den Südpol herum verteilt sind und wahrscheinlich Einschlagkrater sind. In Bezug auf Formregelmäßigkeit und partielles Relief stellt (7) Iris einen plausiblen Übergang dar zwischen Asteroiden einerseits mit einem Durchmesser von etwa 50 km, extrem unregelmäßigen Gesamtformen und sehr großen Konkavitäten und andererseits sehr viel größeren Asteroiden (wie (1) Ceres und (4) Vesta) mit sehr regelmäßigen, nahezu konvexen Formen und im Allgemeinen ohne monumentale Konkavitäten.
Die Auswertung von 39 vorliegenden Lichtkurven und weiteren Daten der Lowell Photometric Database führte in einer Untersuchung von 2016 erneut zur Erstellung eines dreidimensionalen Gestaltmodells für zwei alternative Rotationsachsen mit prograder Rotation und einer Periode von 7,13884 h. Mit dem neuen Algorithmus All-Data Asteroid Modeling (ADAM) wurde dann 2017 ein Gestaltmodell erstellt, das alle verfügbaren photometrischen Daten in Verbindung mit hochaufgelösten Infrarot-Aufnahmen des Keck-II-Teleskops auf Hawaiʻi aus den Jahren 2002 bis 2009 gut reproduziert. Für die Rotationsachse wurde nun eine eindeutige und verbesserte Position mit prograder Rotation und eine Periode von 7,13884 h bestimmt, während für die Größe ein volumenäquivalenter Durchmesser von 216 ± 7 km abgeleitet wurde.
Mit dem Weltraumteleskop Transiting Exoplanet Survey Satellite (TESS) konnten während dessen Durchmusterung des Südhimmels 2018 bis 2019 auch Objekte des Sonnensystems beobachtet werden. Dabei wurden auch die Lichtkurven von fast 10.000 Asteroiden aufgezeichnet. Für (7) Iris wurde aus Messungen etwa vom 26. März bis 22. April 2019 eine Rotationsperiode von 7,13757 h erhalten. Neue photometrische Beobachtungen von (7) Iris erfolgten dann noch einmal vom 26. Juni bis 10. Juli 2020 mit dem ferngesteuerten Teleskop TRAPPIST-North am Oukaïmeden-Observatorium in Marokko. Aus der Lichtkurve wurde hier eine Rotationsperiode von 7,139 h bestimmt.

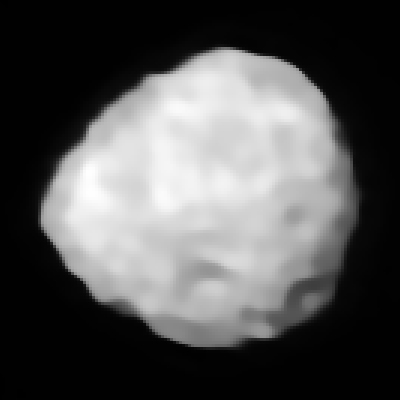
Aufnahme von (7) Iris durch das Very Large Telescope (VLT) am 11. Oktober 2017. Am unteren Rand die auffälligen Einschlagkrater Xanthos, Chloros, Cyanos und Erythros (v. l. n. r.)

Abschätzungen von Masse und Dichte für (7) Iris aufgrund von gravitativen Beeinflussungen auf Testkörper ergaben in einer Untersuchung von 2012 eine Masse von etwa 12,9·1018 kg, was mit einem angenommenen Durchmesser von etwa 226 km zu einer Dichte von 2,14 g/cm³ führte bei einer Porosität von 35 %. Diese Werte besitzen eine Unsicherheit im Bereich von ±38 %. Eine weitere Untersuchung von 2017 bestimmte die Masse des Asteroiden zu etwa 16,5·1018 kg mit einer Unsicherheit von ±6 %.
Ein umfangreiches Programm der Europäischen Südsternwarte (ESO) zielte darauf ab, die 3D-Form und damit die Dichte von großen Hauptgürtel-Asteroiden zu ermitteln, um ihre Entstehung und Entwicklung besser zu belegen. Es wurden dazu mit dem adaptiven Optikinstrument SPHERE des Very Large Telescope (VLT) am Paranal-Observatorium in Chile hochauflösende Bilder von 42 großen (D > 100 km) Hauptgürtel-Asteroiden aufgenommen, im Jahr 2017 auch von (7) Iris. Mit den archivierten Lichtkurven aus den Jahren 1950 bis 2012 in Verbindung mit hochaufgelösten Aufnahmen aus den Jahren 2002 bis 2019, darunter auch die von SPHERE, wurden dann mit verschiedenen Verfahren wie ADAM, Shaping Asteroids using Genetic Evolution (SAGE) und Multiresolution Photoclinometry by Deformation (MPCD) dreidimensionale Gestaltmodelle des Asteroiden berechnet. Die resultierenden äquivalenten Durchmesser lagen bei allen Verfahren in einem ähnlichen Bereich von etwa 200 km mit Unsicherheiten von 10–20 km. Außerdem wurde eine eindeutige Position der Rotationsachse mit prograder Rotation und eine Periode von 7,13884 h abgeleitet. Neben den hochaufgelösten Bildern des Asteroiden konnten dann in der finalen Auswertung 2022 unter anderem folgende Daten erfasst werden:
- Mittlerer Durchmesser 199 ± 10 km
- Abmessungen in drei Achsen (260 × 225 × 150) km
- Masse 13,5·1018 kg
- Dichte 3,26 g/cm³
- Albedo 0,28
- Rotationsperiode 7,138843 h
- Position der Rotationsachse mit prograder Rotation

## Morphologie und Oberflächenformationen
Es wird davon ausgegangen, dass (7) Iris zu der Kategorie der großen, nicht fragmentierten Asteroiden gehört, bei denen keine interne Differenzierung stattgefunden hat. Dies legt die Vermutung nahe, dass ihre aktuelle Form und Topographie die ersten einige 100 Millionen Jahre der kollisionsbedingten Entwicklung des Sonnensystems widerspiegeln könnten.
Auf Grundlage der SPHERE-Aufnahmen und Gestaltmodellierungen mit ADAM wurde 2019 die globale Form des Asteroiden und die Morphologie seiner Oberfläche abgeleitet. Die Form scheint mit der eines abgeplatteten Ellipsoids mit einer großen äquatorialen Aushöhlung übereinzustimmen. Dazu wurden acht mutmaßliche Oberflächenmerkmale mit einem Durchmesser von 20–40 km identifiziert, die als Einschlagkrater interpretiert wurden, sowie mehrere weitere Kraterkandidaten. Für eindeutig identifizierte Strukturen wurden die griechischen Bezeichnungen für die Farben des Regenbogens vorgeschlagen: Xanthos (goldgelb), Erythros (rot), Cyanos (blau), Chloros (grün), Cirrhos (blassgelb), Porphyra (Purpur), Chrysos (Gold), Glaukos (hellblau). Die weiteren Strukturen mit Kandidatenstatus erhielten provisorische Bezeichnungen von A bis G.
Angesichts des Fehlens einer mit (7) Iris in Zusammenhang stehenden Asteroidenfamilie und der Anzahl großer Krater auf ihrer Oberfläche wird vermutet, dass es sich bei ihrer äquatorialen Vertiefung um den Überrest eines mindestens 3 Mrd. Jahre alten Einschlags handeln könnte.

## Geplantes Raumsonden-Projekt
Im Jahr 1999 wurden Pläne zur Entsendung der Raumsonde AMBASSADOR (A Main Belt Asteroid Seismic study and Sample Acquisition to Determine meteorite ORigins) zum Asteroiden (7) Iris ausgearbeitet. Es sollte sich dabei um ein zweistufiges System mit Orbiter und Lander handeln. Nach Abstieg des Landers zur Oberfläche und der Durchführung seismischer Experimente sollte dieser mit Materialproben wieder zum Orbiter aufsteigen und beide gemeinsam zur Erde zurückkehren. Für das Projekt wurden Kosten in Höhe von 405 Mio. $ angesetzt, es wurde aber nicht realisiert.